# Milú
Milú, nome artístico de Maria de Lurdes de Almeida Lemos ComSE (Lisboa, 24 de Abril de 1926 – Cascais, 5 de Novembro de 2008), foi uma actriz e cantora portuguesa.

## Biografia
Milú nasceu 24 de Abril de 1926 em Lisboa.
Presença assídua na rádio, onde aos dez anos começou a cantar. Estreou-se no cinema, aos doze anos, com uma breve participação no filme A Aldeia da Roupa Branca, de Chianca de Garcia, ao lado de Beatriz Costa.
Em 1943 interpretou Luisinha de O Costa do Castelo, de Arthur Duarte. Volta a ser dirigida pelo mesmo realizador nos filmes O Leão da Estrela (1947), O Grande Elias (1950) e Dois Dias no Paraíso (1958).
Participou ainda em filmes de Manuel Guimarães, Constantino Esteves, Armando de Miranda, Perdigão Queiroga e, já em Espanha, de Ladislao Vajda. Vivendo uma época de ouro do cinema português, entre os anos 40 e 50, a sua beleza e fotogenia encantou gerações de portugueses e portuguesas, pelo que a compararam às estrelas de Hollywood. Chegou a filmar em Espanha.
A sua voz imortalizou músicas como "A Minha Casinha" e "Cantiga da Rua". No teatro salientam-se as suas interpretações em espectáculos de revista, nomeadamente no Teatro Avenida e Teatro Variedades.
Em 1960 casou-se em segundas núpcias com Luís de Magalhães Coutinho Nobre Guedes (Lisboa, 2 de Setembro de 1924), de quem foi segunda mulher e de quem teve uma filha, Cristina de Almeida Nobre Guedes (Rio de Janeiro, 15 de Dezembro de 1962), solteira e sem geração. Viveu no Brasil entre 1960 e 1968.
O filme Kilas, o Mau da Fita, de José Fonseca e Costa (1981) foi a sua última aparição no cinema, contava 55 anos.
Nos últimos anos da sua vida teve perda de visão agressiva.
Milú morreu no dia 5 de Novembro de 2008, em Cascais, vítima de problemas respiratórios.

## Homenagens
- A 2 de Maio de 2007 foi agraciada com o grau de Comendador da Ordem Militar de Sant'Iago da Espada Ordem Militar de Sant'Iago da Espada pelo Presidente da República, Aníbal Cavaco Silva.[1]

- Em 2008 foi-lhe atribuída a Medalha Municipal de Mérito, Grau Ouro, pela Câmara Municipal de Lisboa.[2]

## Filmografia
Entre a sua filmografia encontram-se:
- Aldeia da Roupa Branca (1939) .... Princesa Magalona / Saloia
- O Costa do Castelo (1943) .... Luisinha
- Doce lunas de miel (1944)
- Barrio (1947) .... Ninon
- O Leão da Estrela (1947) .... Jujú
- A Volta de José do Telhado (1949) .... Zara
- O Grande Elias (1950) .... Ana Maria
- Os Três da Vida Airada (1952) .... Lena
- Agora É Que São Elas (1954) .... Sketch Três Vedetas
- Vidas Sem Rumo (1956) .... Gaivota
- Dois Dias no Paraíso (1958) .... Diana Delmar
- O Diabo Era Outro (1969) .... Clara
- Kilas, o Mau da Fita (1981) .... Madrinha